# Jörg Engels
Jörg Engels (* 5. Juli 1968 in Osnabrück) ist ein deutscher Jazzmusiker (Trompete, Flügelhorn).

## Leben und Wirken
Engels gewann mehrere Preise beim Klassikwettbewerb Jugend musiziert. Er entdeckte mit 13 Jahren den Jazz und spielte in Gruppen im Raum Osnabrück. Von 1986 bis 1988 war er Solist im Landesjugendjazzorchester Hessen; von 1988 bis 1993 spielte er im Bujazzo unter Peter Herbolzheimer. Nach einer Lehre als Feinblechner studierte er am Konservatorium Hilversum bei Rob Madna und Ack van Rooyen.
Engels gehörte von 1994 bis 1997 zum Ensemble von Karlheinz Stockhausen und war unter anderem an der Uraufführung der Oper Donnerstag aus dem Licht-Zyklus beteiligt. Weiterhin interpretierte er Werke der Komponisten Yann Diederichs und Alessandro Melchiorre. Im Bereich des Jazz arbeitete er bei Peter Herbolzheimer, Bobby Burgess, dem Sunday Night Orchestra und dem King of Swing Orchestra von Peter Fleischhauer. Mit Paul Heller leitete er die Gruppe Interception (mit Kris Goessens, Ingmar Heller und John Hollenbeck) und spielte das Album Kaleidoscope (Mons Records 1996) ein. Bob Brookmeyer holte ihn 1994 in sein New Art Orchestra, dem er bis 1998 angehörte (New Works Celebration Challenge Records 1999). Mit der hr-Bigband spielte er deren Album Libertango ein (Preis der deutschen Schallplattenkritik 2004). Zwischen 2004 und 2006 gehörte er zum Vienna Art Orchestra, mit dem er das Album Big Band Poesie (EmArcy 2004) aufnahm. Auch war er an dem Album Hermannology (2011) des GHO Orchestra von Gerd Hermann Ortler beteiligt. Weiterhin kam es zu Projekten mit John Clayton, Milt Jackson, Cedar Walton, Jeff Hamilton, Michael Brecker, Clark Terry, Ernie Watts, Bastian Stein oder Dianne Reeves.
Engels lehrt seit 2004 als Professor an der Musik und Kunst Privatuniversität der Stadt Wien.

## Lexikalische Einträge
- Jürgen Wölfer: Jazz in Deutschland. Das Lexikon. Alle Musiker und Plattenfirmen von 1920 bis heute. Hannibal, Höfen 2008, ISBN 978-3-85445-274-4